# Liste der Kulturdenkmäler in Schönecken
In der Liste der Kulturdenkmäler in Schönecken sind alle Kulturdenkmäler der rheinland-pfälzischen Ortsgemeinde Schönecken einschließlich des Ortsteils Wetteldorf aufgeführt. Grundlage ist die Denkmalliste des Landes Rheinland-Pfalz (Stand: 27. Juni 2022).

## Denkmalzonen
| Bezeichnung                     | Lage                                                                                        | Baujahr                         | Beschreibung | Bild                           |
| ------------------------------- | ------------------------------------------------------------------------------------------- | ------------------------------- | --- | ------------------------------ |
| Denkmalzone Burg Schönecken     | Schönecken, Auf dem Stoß Lage                                                               | 12. oder frühes 13. Jahrhundert | Ruine, etwa trapezförmige Anlage, wohl aus dem 12. oder frühen 13. Jahrhundert; Reste von Ringmauer und Flankierungstürmen, drei Türme eines ehemaligen Wohnbaus; Gesamtanlage mit Steilhängen und östlichem Vorgelände mit Halsgraben, Zufahrt und Resten einer Grabenbrücke | weitere Bilder Fotos hochladen |
| Denkmalzone Ortskern Schönecken | Schönecken, Alter Markt, Burgstieg, Kapellenstieg, Unter der Pfordt, Von-Hersel-Straße Lage | um 1800                         | Burgberg mit Burg und die stadtähnliche Siedlung zu ihren Füße innerhalb der ehemaligen Ummauerung, weitgehend geschlossen bebaut, Bausubstanz überwiegend aus der Zeit um 1800, an der Von-Hersel-Straße ehemalige Burgmannenhöfe, Nr. 2 ehemaliges Haus des Amtskellers     | Fotos hochladen                |

## Einzeldenkmäler
| Bezeichnung                                                    | Lage                                                    | Baujahr                  | Beschreibung | Bild                           |
| -------------------------------------------------------------- | ------------------------------------------------------- | ------------------------ | --- | ------------------------------ |
| Rathaus                                                        | Schönecken, Alter Markt 1 Lage                          | 1862                     | zwei-, rückwärtig viergeschossiges barockisierendes Wohnhaus, bezeichnet 1862 | Fotos hochladen                |
| Portal                                                         | Schönecken, Alter Markt, an Nr. 4 Lage                  | 1815                     | Oberlichtportal, bezeichnet 1815 | Fotos hochladen                |
| Wegekreuz                                                      | Schönecken, Alter Markt, bei Nr. 12 Lage                | 1711                     | Schaftkreuz, bezeichnet 1711 | Fotos hochladen                |
| Wohnhaus                                                       | Schönecken, Auf dem Stoß 6 Lage                         | 18. oder 19. Jahrhundert | eingeschossiges Wohnhaus auf hohem Kellergeschoss, bezeichnet 1620, wohl im 18. oder 19. Jahrhundert aus Abbruchmaterial errichtet | Fotos hochladen                |
| Wegekreuz                                                      | Schönecken, Auf dem Stoß, bei Nr. 6 Lage                | 16. Jahrhundert          | wohl noch spätgotisches Nischenkreuz, nachträglich bezeichnet 1898 | Fotos hochladen                |
| Kreuzwegstation                                                | Schönecken, Illtgesdell, bei Nr. 17 Lage                | 19. Jahrhundert          | Kreuzwegstation; 14. Station, wohl aus dem 19. Jahrhundert | BW                             |
| Katholische Filialkirche St. Antonius                          | Schönecken, Kapellenstieg Lage                          | um 1430                  | Saalbau, eventuell um 1430, später erweitert, Sakristeianbau, Dachreiter; Ausstattung; vor der Kirche Kreuzigungsbildstock, wohl von 1620, Aufsatz des sogenannten Schönecker Typs | weitere Bilder Fotos hochladen |
| Bildstock                                                      | Schönecken, Teichstraße Lage                            | 1608                     | Kreuzigungsbildstock, bezeichnet 1608 und 1790 | Fotos hochladen                |
| Wohnhaus                                                       | Schönecken, Unter der Pfordt 22 Lage                    | 1601                     | Wohnhaus auf hohem Kellergeschoss mit Terrassenvorbau, bezeichnet 1601, eventuell älter, 18. und 19. Jahrhundert, Stallanbau bezeichnet 1726 | Fotos hochladen                |
| Portal                                                         | Schönecken, Unter der Pfordt, an Nr. 27 Lage            | 17. Jahrhundert          | Hauseingang, wohl aus dem 17. Jahrhundert | Fotos hochladen                |
| Wohnhaus                                                       | Schönecken, Unter der Pfordt 51 Lage                    | um 1800                  | stattliches Wohnhaus mit Krüppelwalmdach, um 1800 (rückwärtig bezeichnet 1728, wohl Zweitverwendung) | Fotos hochladen                |
| Portal                                                         | Schönecken, Unter der Pfordt, an Nr. 52 Lage            | 1801                     | Oberlichtportal mit bauzeitlichem Türblatt, bezeichnet 1801 | Fotos hochladen                |
| Zapps Bor                                                      | Schönecken, Unter der Pfordt, hinter Nr. 53 Lage        | 19. Jahrhundert          | auch Schönecker Bor; Quellfassung, 19. Jahrhundert | Fotos hochladen                |
| Portal                                                         | Schönecken, Unter der Pfordt, an Nr. 65 Lage            | um 1830                  | Haustürgewände, um 1830, Oberlicht und Türblatt eventuell gleichzeitig | Fotos hochladen                |
| Vollbachbrücke                                                 | Schönecken, Vollbach Lage                               | 1855                     | Vollbachbrücke über die Nims; einbogiges Rotsandsteinbauwerk, 1855 | Fotos hochladen                |
| Bildstock                                                      | Schönecken, Von-Hersel-Straße, Ecke Burgweg Lage        | 1621                     | Kreuzigungsbildstock, bezeichnet 1621, Aufsatz des sogenannten Schönecker Typs, Assistenzfiguren heiliger Nikolaus und Maria Magdalena | Fotos hochladen                |
| Portal                                                         | Schönecken, Von-Hersel-Straße, an Nr. 1 Lage            | 1803                     | Oberlichtportal mit bauzeitlichem Türblatt, bezeichnet 1803 | BW                             |
| Wohnhaus                                                       | Schönecken, Von-Hersel-Straße 2 Lage                    | 1718                     | herrschaftliches dreigeschossiges Wohnhaus auf hohen Substruktionen, bezeichnet 1718, Architekt angeblich Philipp Honorius Ravensteyn, Seitenflügel wohl bauzeitlich, turmartiger Anbau mit Treppe | Fotos hochladen                |
| Hofanlage                                                      | Schönecken, Von-Hersel-Straße 6 Lage                    | 1800                     | stattliches, teilweise dreigeschossiges Flurküchenhaus, bezeichnet 1800, Ökonomieanbau, bezeichnet 1588 (sicher zweitverwendet), terrassierter Garten | Fotos hochladen                |
| Bildstock                                                      | Schönecken, Von-Hersel-Straße, bei Nr. 6 Lage           | 1608                     | Kreuzigungsbildstock, bezeichnet 1608, mit spätbarockem Grabkreuz | Fotos hochladen                |
| Portal                                                         | Schönecken, Von-Hersel-Straße, an Nr. 7 Lage            | 1803                     | Oberlichtportal mit bauzeitlichem Türblatt, bezeichnet 1803 | BW                             |
| Wohnhaus                                                       | Schönecken, Von-Hersel-Straße 8 Lage                    | 1803                     | hochaufragendes Wohnhaus auf teilweise geschosshohem Keller, bezeichnet 1803 | Fotos hochladen                |
| Burgmannenhaus                                                 | Schönecken, Von-Hersel-Straße 20 Lage                   | 15. Jahrhundert          | ehemaliges Burgmannenhaus; Wohnhaus, westlicher Teil spätmittelalterlich, Verlängerung und Umbau im späten 17. Jahrhundert oder um 1700 | Fotos hochladen                |
| Quereinhaus                                                    | Schönecken, Von-Hersel-Straße 21 Lage                   | 1787                     | barockes Quereinhaus, bezeichnet 1787 | Fotos hochladen                |
| Wohnhaus                                                       | Schönecken, Von-Hersel-Straße 29 Lage                   | um 1800                  | teilweise dreigeschossiges Eckwohnhaus, um 1800 | Fotos hochladen                |
| Klösterchen                                                    | Schönecken, Von-Hersel-Straße 30 Lage                   | 1802                     | langgestrecktes Wohnhaus, 1802, Mansarddach um 1930 | Fotos hochladen                |
| Pfarrhaus                                                      | Wetteldorf, Alte Bitburger Straße 2 Lage                | 1749                     | ehemaliges katholisches Pfarrhaus; klassizistisches Wohnhaus, bezeichnet 1749, Überformung im 19. Jahrhundert | Fotos hochladen                |
| Mühle                                                          | Wetteldorf, Mühlenweg 7 Lage                            | 1787                     | ehemalige Mühle; Flurküchenhaus, bezeichnet 1787, Backofenanbau | BW                             |
| Katholische Pfarrkirche St. Leodegar und Unserer Lieben Frauen | Wetteldorf, Nimstalstraße Lage                          | um 1500                  | alter Teil St. Leodegar: spätgotischer Saal mit stattlichem Westturm, um 1500, basilikale Erweiterung 1875 und 1882, neuer Teil Unserer Lieben Frauen: südseitiger Neubau 1955/57; Ausstattung; nördlich der Kirche Schaftkreuz, bezeichnet 1731, Abschlusskreuz mit Korpus wohl aus dem 19. Jahrhundert; vor der Leichenhalle Kreuzigungsbildstock, bezeichnet 1815; auf der Süd- und Westseite des Friedhofs und östlich der Kirche Kreuzwegstationen, wohl aus dem 19. Jahrhundert | weitere Bilder Fotos hochladen |
| Wegekreuz                                                      | Wetteldorf, Nimstalstraße Lage                          | 1750                     | barockes Schaftkreuz, bezeichnet 1750, Steintischchen, bezeichnet 1756 | Fotos hochladen                |
| Bildstock                                                      | Wetteldorf, südöstlich des Ortes beim Irsfelderhof Lage | 1785                     | Kreuzigungsbildstock, bezeichnet 1785 | BW                             |